# HOV1 Eindhoven
HOV1 is de westcorridor van het HOV in het openbaarvervoernetwerk van Eindhoven. HOV1 loopt van station Eindhoven Centraal naar Strijp, waarna de lijn een tak heeft naar Meerhoven en Eindhoven Airport en een tak naar Veldhoven eindigend in Zonderwijk.
Op HOV1 wordt gereden met elektrische bussen (gemaakt door VDL) van 18 meter lang met een trambel (tot 11 december 2016 met Phileas-bussen) en bestaat grotendeels uit vrijliggende busbanen. Alleen het korte stukje tussen de halte Luchthavenweg en het busstation Airport en het stuk in de Veldhovense Zonderwijk ligt er geen vrije busbaan. Op de corridor rijden de Bravodirect-lijnen 401 naar Eindhoven Airport, 402 naar Veldhoven Zonderwijk en 403 naar Veldhoven Oerle.
Het Eindhovense HOV-net is inmiddels uitgebreid met HOV2, inclusief lijnen naar Geldrop, Son en Eindhoven Airport via Woensel en Veldhoven via HTC.

## Traject
Het traject begint bij busstation Neckerspoel en loopt vervolgens langs de Fellenoord en zo naar de Boschdijktunnel. Vervolgens loopt de busbaan langs de Piazza over de Mathildelaan en zo naar het Philips Stadion. Dan volgt de route over het voormalige Philips - het herontwikkelde terrein - van Strijp-S en gaat door naar de Cederlaan. Dan gaat de busbaan naar de aansluiting met de Ring. De busbaan gaat bij het Evoluon onder de Tilburgseweg door en loopt langs de Noord-Brabantlaan en over het Beatrixkanaal naar de A2. Het traject gaat onder de A2 en N2 door en loopt vervolgens langs het Landforum. Na het Landforum splitst de lijn zich in een tak naar Veldhoven en een tak naar Eindhoven Airport.

#### Tak naar Eindhoven Airport
De busbaan loopt vervolgens over alle delen van het vliegveld, het goederen- en het zakengedeelte naar de reizigersterminal. Bij de rotonde voor de parkeergarage bij de terminal houdt vrije busbaan op, en slaat de bus rechtsaf. Over een afstand van slechts enkele tientallen meters rijdt de bus tussen het andere verkeer oostelijk om het parkeerterrein, om vervolgens bij het busstation onder de parkeergarage te komen. Daarna verlaat de bus het busstation weer om terug te keren naar het station.

#### Tak naar Veldhoven
De busbaan loopt langs de Meerhovendreef de gemeente Veldhoven in. Vervolgens loopt het traject langs de Traverse en de Heemweg naar het centrum van Veldhoven. Op de Heemweg eindigt het aangelegde traject van de vrije busbaan. De rest van het traject naar het eindpunt in Zonderwijk wordt in gemengd verkeer gereden. De bus rijdt verder over de Bossebaan, maakt vervolgens een ronde door de Zonderwijk en rijdt weer terug over hetzelfde traject.

## Phileas
Over het traject reden tot 11 december 2016 de Phileas-bussen. Het traject was oorspronkelijk bedoeld als een goedkope tegenhanger van de tram. De bus zou dan automatisch over een voorgeprogrammeerde route, die geverifieerd wordt door middel van in het wegdek verwerkte magneten, moeten rijden. Dit zou dan werken met zogenaamde FROG-techniek. In de praktijk reden de bussen niet automatisch en is er weinig verschil tussen de Phileas en andere HOV-trajecten.